# Dettingen Te Deum
El Dettingen Tu Deum, HWV 283, (en català, Te Deum de Dettingen) és una composició de Georg Friedrich Händel de 1743. És una obra religiosa en anglès, i està en la tonalitat de re major.

## Context històric

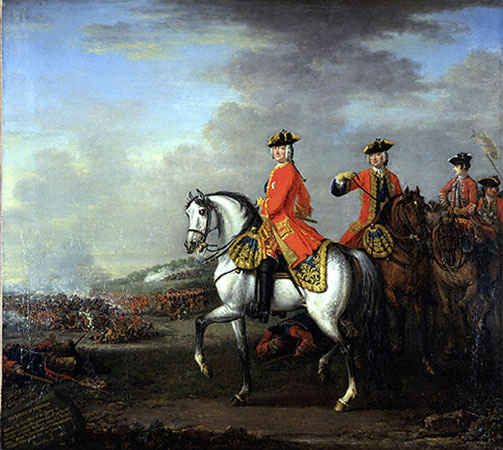
El rei Jordi II a la batalla de Dettingen. Una pintura de John Wootton

El 27 de juny de 1743 sobre el camp de batalla de Dettingen, a Assia, Jordi II del Regne Unit, amb prou feines va derrotar els francesos. Quan retornà a Londres es feren grans celebracions i la família real també va fer un encàrrec al compositor de cort, Georg Friedrich Händel: la composició d'una fastuós Tu Deum d'agraïment. El juliol del mateix any el compositor es posa a escriure l'obra i pel setembre començaren els assajos per la representació. La primera execució oficial fou el 27 de novembre de 1743 en la Capella Reial del Palau de St. James, amb la presència del mateix sobirà.

## Anàlisi musical
En l'elaboració del material musical per al Dettingen Te Deum Händel es basa en un Te Deum del músic milanès Francesco Antonio Urio, així com ja ho havia fet per compondre Israel in Egypt. La composició presenta una organització formal molt desafinat, amb onze moviments que se succeeixin seguint una planificació tonal circular. Els primeres tres moviments estan en re major – si menor – re major, un esquema que es repeteix en els tres del final; en les parts centrals en canvi la tonalitat en re major la retrobem en el IV, V i VII moviment, mentre que en el vuitè comença un nou tríptic però ara en si bemoll major – re menor – si bemoll major. Aquesta distribució s'associa a la diversa assignació dels solos i de les intervencions corals, situades en una estudiada asimetria. Els dos veritables solos són en dels moviments VI i X.
El Dettingen Te Deum està escrit per a solistes, cor, 2 oboès, fagot, 3 trompetes, timbales, 3 violins, viola, violoncel, contrabaix, orgue i baix continu. La interpretació habitual de l'obra dura gairebé 40 minuts.

### Estructura
| Núm. | Títol                                           | Caràcter                  | Cantants                    | Text original |
| ---- | ----------------------------------------------- | ------------------------- | --------------------------- | --- |
| I    | We praise Thee, O God                           | Allegro                   | Cor i solistes              | We praise Thee O God we acknowledge Thee to be the Lord all the earth doth worship Thee the Father ever lasting |
| II   | To Thee all angels cry aloud                    | Larghetto e piano         | Soprano i cor               | To Thee all angels cry aloud the Heav'n and all the pow'rs therein |
| III  | To Thee Cherubin and Seraphim                   | Andante                   | Cor                         | To Thee Cherubin and Seraphim continually do cry Holy Lord God of Sabaoth heaven and earth are full of the majesty of Thy glory |
| IV   | The glorious company of the apostles            | Andante, non presto       | Cor i solistes              | The glorious company of the apostles praise Thee the goodly fellowship of the prophets praise Thee the noble army of martyrs praise Thee the holy church throughout all the world doth acknowledge Thee, the Father of an infinite majesty Thine honourable true and only Son also the Holy Ghost the comforter                                                       |
| V    | Thou art the King of glory                      |                           | Baix i cor                  | Thou art the King of glory O Christ Thou art the everlasting Son of the Father |
| VI   | When Thou tookest upon Thee                     | Larghetto e piano un poco | Baríton                     | When Thou tookest upon Thee to deliver man Thou didst not abhor the Virgin's womb |
| VII  | When thou hadst overcome the sharpness of death | Grave - Allegro           | Cor                         | When thou hadst overcome the sharpness of death Thou didst open the kingdom of Heaven to all believers |
| VIII | Thou sittest at the right hand of God           | Andante - Adagio          | Contralt, tenor, baix i cor | Thou sittest at the right hand of God in the glory of the Father we believe that Thou shalt come to be our Judge we therefore pray Thee: help Thy servants, whom Thou hast redeemed with Thy precious blood. Make them to be number'd with Thy Saints in glory everlasting O Lord, save Thy people, and bless Thine heritage. Govern them, and lift them up for ever. |
| IX   | Day by day we magnify Thee                      | Allegro, non presto       | Cor                         | Day by day we magnify Thee and we worship Thy name ever world without end |
| X    | Vouchsafe, O Lord                               | Largo e piano             | Baríton                     | Vouchsafe, O Lord, to keep us this day without sin. O Lord, have mercy upon us. O Lord, let Thy mercy lighten upon us, as our trust is in Thee |
| XI   | O Lord, in Thee have I trusted                  | Andante                   | Contralt i cor              | O Lord, in Thee have I trusted let me never be confounded. |

## Enregistraments
- Handel: Dettingen Te Deum - Choir of Trinity College, Cambridge, Academy of Ancient Music, Stephen Layton (conductor), 2008, Hyperion Records: CDA67678
- Handel: Dettingen Te Deum, Dettingen Anthem - Choir of Westminster Abbey, The English Concert, Trevor Pinnock (conductor), 1984, Deutsche Grammophon: Archiv 410 6472